# Archiș
Archiș é uma comuna romena localizada no distrito de Arad, na região histórica da Transilvânia. A comuna possui uma área de 68.07 km² e sua população era de 1639 habitantes segundo o censo de 2007.